# Roldana tlacotepecana
Roldana tlacotepecana là một loài thực vật có hoa trong họ Cúc. Loài này được Funston mô tả khoa học đầu tiên năm 2001.